# 李一科
李一科（1526年—？），字志道，號鲁山，山東兖州府東平州人，軍籍，明朝政治人物。

## 生平
山東鄉試第六十七名舉人。嘉靖三十二年（1553年）中式癸丑科三甲第二百零五名進士。礼部观政，嘉靖三十三年（1554年）任河南杞縣知縣。调江都县。升吏部验封司主事，三十六年十月革职。

## 家族
曾祖李欽；祖父李幹；父李達，母鄧氏。弟李一本（生员）、李一元。